# 博尼希
博尼希是德国莱茵兰-普法尔茨州的一个市镇。总面积12.00平方公里，总人口1044人，其中男性542人，女性502人（2011年12月31日），人口密度87人/平方公里。